# فرانكنويني
فرانكنويني (بالإنجليزية: Frankenweenie) فيلم أنميشن من إخراج تيم برتون صدر في 20 سبتمبر 2012. الفيلم مقتبس من فيلم قصير صُدر في عام 1984 من إخراج تيم برتون أيضا، مضمونه سخرية من فيلم أصلي بعنوان (فرانكشتاين 1931)، وبصورة معكوسة بنفس مغزى حول كارثة تدخل في قوانين الطبيعة، يسعى العالم الصغير (فيكتور) إلى تجربة علمية إحياء كلبه (سباركي) (مات اثر حادث السيارة حينما حاول التقاط كرة البايسبول في الشارع) بطيبة الخاطر دون أن يعلم بإن تجربته ستجلب سوء العواقب. استوحى (فيكتور) فكرة من البروفيسور اوربي الاصل (ريزكروسكي) حينما شرح في فصله عن كهرباء الجسم وتأثيرها على الحياة. اختارتi إدارة مهرجان لندن السينمائي ليكون فيلم افتتاح الدورة الـ56 منه،، والتي بدأة في 10 أكتوبر 2012.

الذي يقوم ببطولته تشارلي تاهان وكونشاتا فيريل وفرانك ويلكر ووينونا رايدر وكاثرين أوهارا ومارتن شورت ومارتن لانداو وأتيكوس شافير وروبرت كابرون

## القصة
(فيكتور) فتى متعدد المواهب أذكى طالب من بين زملائه في المدرسة، ليس عالما وحسب بل صانع أفلام أيضا يعيش مع والديه السيد والسيدة (فرانكنشتاين)، في بلدة هادئة تسمى (نيو هولاند). (فيكتور) جيران أفراد في سنه، لكن لا يتواصل معهم بسبب تعلقه الشديد في كلبه (سباركي) الذي لقى حتفه أثناء مباراة البيسبول، من ذلك اليوم لم يبعد تفكيره عنه، لم يتحمل فراقه فيقوم كل ليلة تشغيل أفلام قصيرة مصورا كلبه بطل المدينة. في أحد الأيام، استنادا إلى محاضرة (ريزكروسكي) حول موضوع الكهرباء في إمكانها تحريك لا اراديا عضلات جثة الضفدع، فخرج (فيكتور) من المدرسة مسرعا إلى غرفة التجارب أعلى منزله للدراسة جعل صاعقة تمر خلال اسلاك مرورا بجثة (سباركي) اخرجه مؤخرا من مقبرة الحيوانات.
نجحت عملية إعادة الحياة إلى الكلب (سباركي) لكن (فيكتور) لم يتركه يتجول في القرب لئلا يثير ريبة وذَعَرَ، مع ذلك زميله البشع (ادغار) لاحظ (سباركي) في الحديقة مما اثار فضول حول ذلك فزار (فيكتور) بحجة مساعدته في تجربة علمية مفيدة، فرضها البروفسور (ريزكروسكي) على طلابه القيام بها، قرر (فيكتور) مساعدته بشريطة عدم اخبار أحد بذلك، فقام إعادة الحياة إلى السمكة الذهبية التي أصبحت غير مرئية لكنها حية. (ادغار) لكم يتمالك على نفسه في افشاء السر حينما كان يتفاخر السمكة الغير مرئية فعلم الطلاب بذلك الذين بدورهم يحذو حذوة (فيكتور) في تجربة إعادة الميت إلى الحياة، لكن بنتائج مرعبة جدا.

## مرحلة إنتاج الفيلم
طردة شركة «ديزني» (تيم برتون) عام 1984، حين أخرج لها فيلما قصيرا في نصف ساعة يحمل اسم «فرانكنويني»، واعتبرت الشركة أن تِلك القتامة الشديدة والكائنات الغريبة التي يتضمنها العمل لا تصلح إطلاقا في فيلم موجه للأطفال.
الخياران أمام (تيم برتون) كانا واضحين، إما أن يرضخ لشروط الشركة ويقدم أفلاما مشابهة للمعتاد، وإما أن يَستمر وراء خياله الجامع، ويُصر على رؤيته المختلفة والجديدة للأفلام، اختار الخيار الثاني، والجزاء لحظتها كان الطرد من ديزني، ولكن بعد ثلاثة عقود من تِلك الحادثة أصبح واحدا من أهم مخرجي الفانتازيا في السينما.
ولكي يَكتمل انتصار (تيم برتون) على ديزني فإنه بعد النجاح الاستثنائي الذي حققه إخراجه لفيلمها «أليس في بلاد العجائب»، محققا ما يزيد على المليار دولار عام 2010، طَلبت منه الشركة أن يقدّم نسخة رسومية من «فرانكنويني» في ساعة ونصف، لينتصر الخيال ويذهب به إلى أبعد ما يريد.

وبحسب ما تشير إليه وثائق الإنتاج الخاصة بالفيلم، فهو يعد أول تعاون بين ديزني والمخرج بيرتون الذي قام برسم كل شخصيات الفيلم بنفسه مستكملاً بها مجموعته السابقة التي ظهرت في فيلمه السابق (1984). ولأجله اضطر بيرتون إلى إبداع 200 دمية، حتى يتمكن من الخروج بمشاهد مكتملة ومستقلة. وفي الوقت نفسه استعان بيرتون بأصوات مارتن لاندو وكاترين أوهيرا ومارتن شورت ووينونا رايدور والذين سبق لهم العمل معه في أفلام سابقة.
موسيقى الفيلم التصويرية كانت من إبداع الموسيقي داني ايلفمان والذي تربطه علاقة وطيده مع توم بيرتون تعود إلى العام 1985، عندما قام بتأليف موسيقى فيلم “مغامرة بي ـ ويز الكبرى”، ومن بعدها استمر ايلفمان في تأليف المقطوعات الموسيقية الخاصة بأفلام بيرتون بخلاف فيلمي “إيد وود” و”سويني تود”.

## حقائق عن الفيلم
- بلغت إيرادات الفيلم في الأسبوع الأخير في سينمات مصر حوالي 14060 جنية مصري.
- يعد هذا الفيلم هو ثالث تعاون بين الممثلة الشابة (وينونا رايدر) والمخرج الكبير (تيم برتون).
- الفيلم هو إعادة إنتاج لنفس الفيلم (Frankenweenie) عام 1984 ونفس المنتج والمخرج (تيم برتون).

## وصلات خارجية
- فرانكنويني على موقع IMDb (الإنجليزية)
- فرانكنويني على موقع ميتاكريتيك (الإنجليزية)
- فرانكنويني على موقع الموسوعة البريطانية (الإنجليزية)
- فرانكنويني على موقع روتن توميتوز (الإنجليزية)
- فرانكنويني على موقع قاعدة بيانات الأفلام العربية
- فرانكنويني على موقع ألو سيني (الفرنسية)
- فرانكنويني على موقع Turner Classic Movies (الإنجليزية)
- فرانكنويني على موقع أول موفي (الإنجليزية)
- فرانكنويني على موقع بوكس أوفيس موجو (الإنجليزية)
- فرانكنويني على موقع فيلمافينيتي (الإسبانية)

1. ↑  مذكور في: قاعدة بيانات الأفلام السويدية. معرف قاعدة بيانات الأفلام السويدية: 76249. الناشر: المعهد السويدي للسينما. لغة العمل أو لغة الاسم: السويدية.
2. 1 2 3  وصلة مرجع: http://www.bcdb.com/bcdb/cartoon.cgi?film=138823. الوصول: 26 مايو 2016.
3. 1 2  وصلة مرجع: http://www.allocine.fr/film/fichefilm-132661/casting/. الوصول: 26 مايو 2016.
4. ↑  وصلة مرجع: http://www.cereality.net/kritik/frankenweenie-06143. الوصول: 26 مايو 2016.